# MSV Duisburg

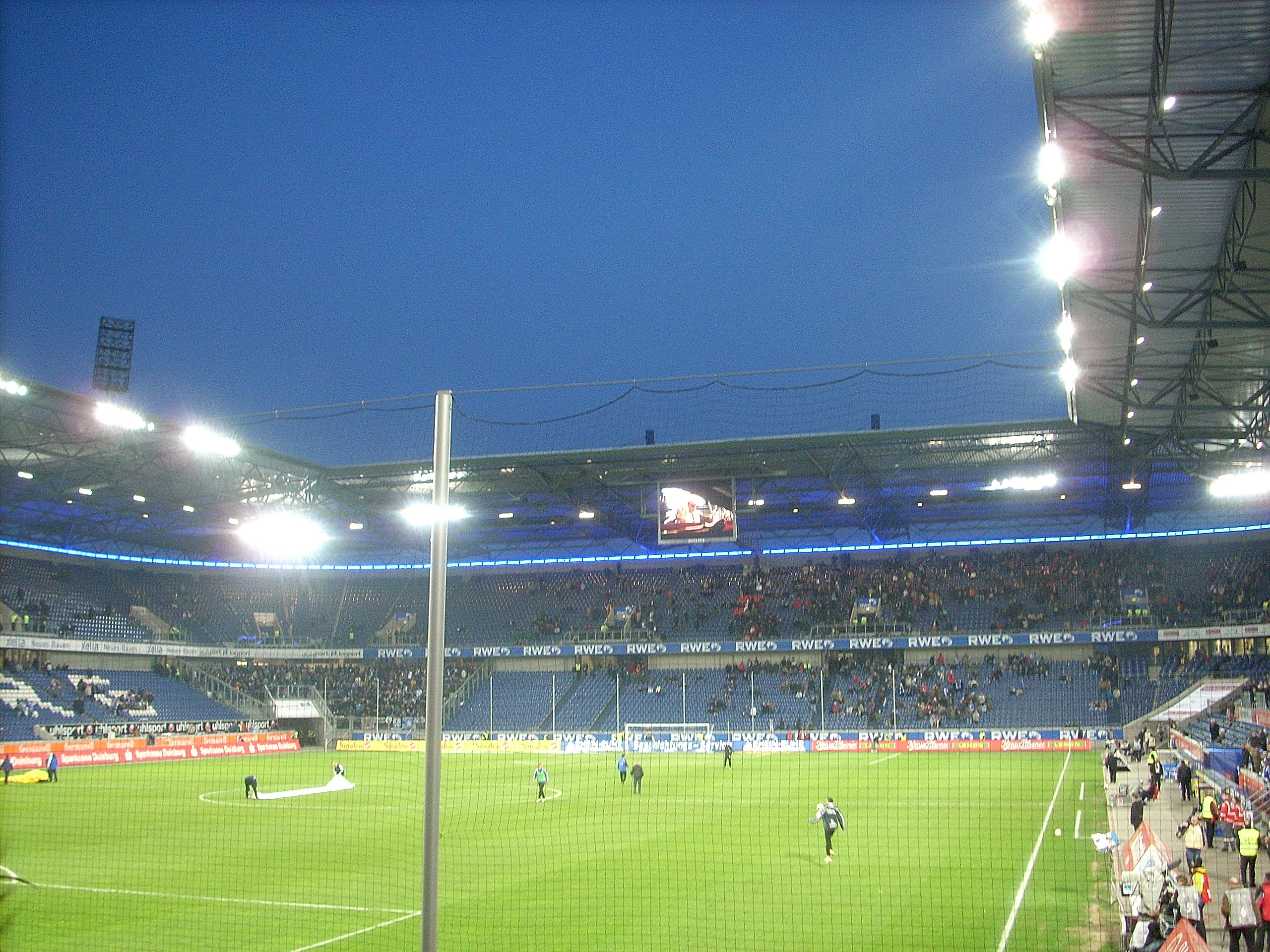
MSV-Arena podczas meczu ligowego

MSV Duisburg (Meidericher Spielverein Duisburg) – niemiecki klub piłkarski z siedzibą w Duisburgu (Nadrenia Północna-Westfalia).
Obok najbardziej znanej sekcji piłki nożnej w klubie są prowadzone również sekcje piłki ręcznej, hokeja na trawie, lekkiej atletyki, siatkówki, judo oraz gimnastyki sportowej.
Tradycyjnymi barwami klubu są niebieski i biały. Z powodu pasów na strojach są również nazywani Zebrami.

## Historia
Klub został założony 2 czerwca 1902 jako Meidericher Spielverein von 1902 e.V. (Meiderich to dzielnica Duisburga). Był jednym z zespołów, które występowały w pierwszych w historii rozgrywkach Bundesligi w 1963 roku. W pierwszym sezonie ligowych mistrzostw Niemiec zajął drugie miejsce (na 16 drużyn). Cztery razy występował w finale Pucharu Niemiec, ani razu nie wygrywając. W sezonie 1977/1978 występował w rozgrywkach o Puchar UEFA i doszedł do półfinału (pokonując m.in. w pierwszej rundzie Lecha Poznań – był to pierwszy w historii rywal poznańskiego klubu w europejskich pucharach).
Po 19 latach w pierwszej Bundeslidze spadł w 1982 r. do drugiej ligi. Tam nie spisywał się najlepiej, o czym świadczą lata 1986 do 1989, kiedy klub z Duisburga występował w Regionallidze (3. klasa rozgrywkowa). W 1991 wrócił do 1. Bundesligi, aby zająć przedostatnie miejsce i spaść do 2. ligi. Rok później zanotował jednak kolejny awans i w najwyższej klasie rozgrywkowej grał do 2000 roku. Do roku 2013 zespół grał w 2. Bundeslidze, z wyjątkiem sezonów 2005/06 oraz 2007/08, które spędził w 1. Bundeslidze (za każdym razem zajmując osiemnaste, ostatnie miejsce).
Po dwóch sezonach w Regionallidze awansowali do 2. Bundesligi w roku 2015, skąd spadli po jednym sezonie. Ponowny awans udało się uzyskać już po jednym sezonie w roku 2017.

## Historia herbu

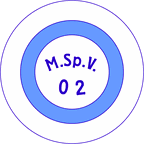
1902-1905
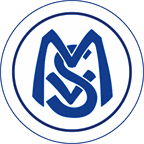
1905-1908
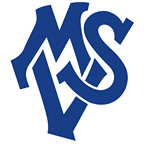
1923-1951
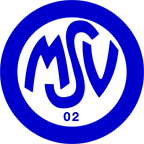
1951-1966
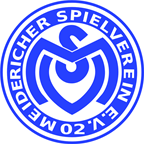
1966-1980
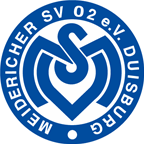
1980-1996

## Bilans w sezonach
| Sezon   | Liga                | Miejsce | Bramki, Punkty |
| ------- | ------------------- | ------- | -------------- |
| 1991/92 | Bundesliga          | 19      | 43:55, 30-46   |
| 1992/93 | 2. Bundesliga       | 2       | 65:40, 60-32   |
| 1993/94 | Bundesliga          | 9       | 41:52, 36-32   |
| 1994/95 | Bundesliga          | 17      | 31:64, 20-48   |
| 1995/96 | 2. Bundesliga       | 3       | 55:37, 56*     |
| 1996/97 | Bundesliga          | 9       | 44:49, 45*     |
| 1997/98 | Bundesliga          | 8       | 43:44, 44*     |
| 1998/99 | Bundesliga          | 8       | 48:45, 49*     |
| 1999/00 | Bundesliga          | 18      | 37:71, 22*     |
| 2000/01 | 2. Bundesliga       | 11      | 46:40, 45*     |
| 2001/02 | 2. Bundesliga       | 11      | 56:57, 43*     |
| 2002/03 | 2. Bundesliga       | 8       | 42:47, 46*     |
| 2003/04 | 2. Bundesliga       | 7       | 52:46, 48*     |
| 2004/05 | 2. Bundesliga       | 2       | 50:37, 62*     |
| 2005/06 | Bundesliga          | 18      | 34:63, 27*     |
| 2006/07 | 2. Bundesliga       | 3       | 66:40, 60*     |
| 2007/08 | Bundesliga          | 18      | 36:55, 29*     |
| 2008/09 | 2. Bundesliga       | 6       | 56:36, 55*     |
| 2009/10 | 2. Bundesliga       | 6       | 51:46, 50*     |
| 2010/11 | 2. Bundesliga       | 8       | 53:38, 52*     |
| 2011/12 | 2. Bundesliga       | 10      | 42:47, 39*     |
| 2012/13 | 2. Bundesliga       | 11      | 37:49, 43*     |
| 2013/14 | 3. Liga             | 7       | 43:43, 52*     |
| 2014/15 | 3. Liga             | 2       | 63:40, 71*     |
| 2015/16 | 2. Bundesliga       | 16      | 32:54, 32*     |
| 2016/17 | 3. Liga             | 1       | 52:32, 68*     |
| 2017/18 | 2. Bundesliga       | 7       | 52:56, 48*     |
| 2018/19 | 2. Bundesliga       | 18      | 39:65, 28*     |
| 2019/20 | 3. Liga             | 5       | 68:48, 62*     |
| 2020/21 | 3. Liga             | 15      | 52:67, 43*     |
| 2021/22 | 3. Liga             | 15      | 46:71, 42*     |
| 2022/23 | 3. Liga             | 12      | 54:58, 46*     |
| 2023/24 | 3. Liga             | 18      | 41:65, 34*     |
| 2024/25 | Regionalliga (West) | 1       | 60:22, 69*     |

## Europejskie puchary
Legenda do wszystkich tabel:
- Q – runda eliminacyjna, 1/16, 1/8, 1/4, 1/2 – odpowiednia faza rozgrywek, Grupa – runda grupowa, 1r gr – pierwsza runda grupowa, 2r gr – druga runda grupowa, F – finał, R – runda, PO – play-off
- k. – rzuty karne, los. – losowanie, Dogr. – dogrywka, w. – zasada bramek strzelonych na wyjeździe

| Sezon   | Rozgrywki                 | Runda   | Przeciwnik               | Dom | Wyjazd | Ogólnie    |
| ------- | ------------------------- | ------- | ------------------------ | --- | ------ | ---------- |
| 1975/76 | Puchar UEFA               | 1R      | Enosis Neon Paralimni    | 7–1 | 3–2    | 10–3       |
| 1975/76 | Puchar UEFA               | 2R      | Lewski Sofia             | 3–2 | 1–2    | 4–4, w.    |
| 1978/79 | Puchar UEFA               | 1R      | Lech Poznań              | 5–0 | 5–2    | 10–2       |
| 1978/79 | Puchar UEFA               | 2R      | FC Carl Zeiss Jena       | 3–0 | 0–0    | 3–0, Dogr. |
| 1978/79 | Puchar UEFA               | 1/8     | RC Strasbourg            | 4–0 | 0–0    | 4–0        |
| 1978/79 | Puchar UEFA               | 1/4     | Budapest Honvéd          | 1–2 | 3–2    | 4–4, w.    |
| 1978/79 | Puchar UEFA               | 1/2     | Borussia Mönchengladbach | 2–2 | 1–4    | 3–6        |
| 1997    | Puchar Intertoto          | Grupa 1 | Aalborg BK               | 2–0 |        | 1. miejsce |
| 1997    | Puchar Intertoto          | Grupa 1 | Dynama Mińsk             |     | 1–0    | 1. miejsce |
| 1997    | Puchar Intertoto          | Grupa 1 | sc Heerenveen            | 2–0 |        | 1. miejsce |
| 1997    | Puchar Intertoto          | Grupa 1 | Polonia Warszawa         |     | 0–0    | 1. miejsce |
| 1997    | Puchar Intertoto          | 1/2     | Dinamo Moskwa            | 3–1 | 2–2    | 5–3        |
| 1997    | Puchar Intertoto          | F       | AJ Auxerre               | 0–0 | 0–2    | 0–2        |
| 1998/99 | Puchar Zdobywców Pucharów | 1R      | KRC Genk                 | 1–1 | 0–5    | 1–6        |
| 1999    | Puchar Intertoto          | 2R      | Newry Town               | 2–0 | 0–1    | 2–1        |
| 1999    | Puchar Intertoto          | 3R      | Kocaelispor              | 0–0 | 3–0    | 3–0        |
| 1999    | Puchar Intertoto          | 1/2     | Montpellier HSC          | 1–1 | 0–3    | 1–4        |